# Malawisee-Nationalpark
Der Malawisee-Nationalpark (englisch Lake Malawi National Park) ist ein Nationalpark in Malawi bei Monkey Bay am Südufer des Malawisees. Der 88 km² große Park umfasst einen Teil des Sees, die Halbinsel Khumba und zwölf kleinere Inseln. Er wird seit 1984 auf der Liste des UNESCO-Weltnaturerbe geführt.
1934 wurden auf einigen der Inseln Waldreservate und Vogelschutzgebiete eingerichtet. Dieser Schutz wurde 1972 auf die Hügel von Cape MacLear, Mwenya und Nkhudzi ausgedehnt. Am 24. November 1980 wurde der heutige Nationalpark errichtet. In Monkey Bay gibt es eine Forschungsstation des Fischereiministeriums.
Der Malawisee enthält den größten Artenreichtum an Fischen weltweit. Im Bereich des Parks kommen etwa die Hälfte der geschätzt 1000 Arten vor, von denen über 90 % nur hier heimisch sind. Dies ist das Ergebnis einer evolutionären Anpassung, die in vergleichbarem Maßstab nur noch auf den Galapagos-Inseln studiert werden kann. Der See beinhaltet 30 % aller bekannten Buntbarsch-Arten, insbesondere die Mbuna. Bis auf 5 sind alle 400 Arten endemisch.
Die Begrenzung des Schutzgebiets für Fische auf nur einen kleinen Teil des Sees, in dem sie leben, mag eigenartig erscheinen. Tatsächlich sind aber viele von ihnen, insbesondere die Mbuna, durch ihre Lebensweise an ganz bestimmte Inseln und Küstenabschnitte gebunden.